# Brigitte Lemaine
Brigitte Lemaine est une sociologue et philosophe militante, ainsi que réalisatrice, scénariste et productrice française, née 3 février 1956[Où ?]. Elle est une des élèves de Jean Rouch et Jean Baudrillard.

## Biographie

### Enfance
Brigitte Lemaine est née le 3 février 1956. Ses grands-parents maternels, dont le grand-père Marcel Lelarge est un écrivain-lithographe, sont sourds, avec qui elle passe beaucoup de temps à communiquer en langue des signes jusqu'à ce qu'elle ait ses douze ans. C'est pour cette raison qu'elle s'est mise en réalisation entre autres sur l'histoire et la culture des sourds comme Les Mains du sourd (1989), Témoins sourds, témoins muets (1993), Sourds à l’image, la langue des signes n’est plus interdite (1995), Regardez-moi, je vous regarde (1996), Koji Inoue, photographe au-delà des signes (1999), Témoins sourds, témoins silencieux (2000), L’Enfance sourde (2008), La Mécanique du silence (2010).

### Formation
Brigitte Lemaine prend des cours de Jean Rouch et Jean Baudrillard à l'université Paris-Ouest-Nanterre-La-Défense.

### Carrière
Elle réalise en 2010 le court-métrage La Mécanique du silence sur l’artiste sourd Pierre Avezard (1909-1992), pour lequel il récolte le prix du meilleur documentaire au Festival International Entr'2 Marches 2014.

## Filmographie

### Longs métrages
- 1988 : Le Droit de regard (documentaire)
- 1993 : Témoins sourds, témoins muets (documentaire)
- 1997 : L'Histoire de Franck et David (documentaire)
- 1999 : Koji Inoue, photographe au-delà des signes (documentaire)
- 2008 : L’Enfance sourde (documentaire)

### Moyens métrages
- 1990 : Les Murs ont des oreilles (documentaire)
- 1993 : Une Seule Vie, un seul corps (documentaire)
- 1995 : Sourds à l’image, la langue des signes n’est plus interdite (documentaire)
- 2000 : Témoins sourds, témoins silencieux (documentaire)
- 2002 : Les Blessures de l’âme (documentaire)
- 2004 : Les Secrets de ma mère (documentaire)
- 2006 : La Face sombre de l'humanité (documentaire)
- 2011 : Tu dis que tu m'aimes (fiction)

### Courts métrages
- 1989 : Les Mains du sourd (documentaire)
- 1991 : La beauté qu’ils n’ont pas (documentaire)
- 1994 : De la pédagogie noire (documentaire)
- 1996 : Regardez-moi, je vous regarde (Koji Inoue, photographe sourd) (documentaire)
- 2010 : La Mécanique du silence (documentaire)
- 2013 : Longtemps après (documentaire)

## Publications
- 1993 : La Faute et la Punition dans le monde animal
- 2010 : Le Documentaire, un document d’art et du soi, in Exclusions et Art-thérapie (Éd. L'Harmattan)
- 2012 : De la démarche de film à la démarche de soin et de lien (Éd. L'Harmattan)
- 2014 : De l’art et des sourds, ce n’est pas une mince affaire de se faire comprendre, in Colloque Handicaps Créateurs (Éd. CLG/Centre La Gabrielle)

## Distinctions

### Récompenses
- Festival International Entr'2 Marches 2014 : Meilleur documentaire La Mécanique du silence[3]

### Internet
- Brigitte Lemaine sur FotoFilmEcrit